# Symbellia duodecimpunctata
Symbellia duodecimpunctata är en insektsart som beskrevs av Marius Descamps 1964. Symbellia duodecimpunctata ingår i släktet Symbellia och familjen Euschmidtiidae. Inga underarter finns listade i Catalogue of Life.